# Крал на Гърция
Това е списък на кралете на Гърция.

## Династия Вителсбах
- Отон I (Гърция) (1832–1862)

## Династия Шлезвиг-Холщайн-Зондербург-Глюксбург
- Георгиос I (1863 – 1913)
- Константинос I (1913 – 1917)
- Александрос I (1917 – 1920)
- Константинос I (1920 – 1922)
- Георгиос II (1922 – 1923)

Първа гръцка република (1924–1935)
- Георгиос II (1935 – 1947)
- Павлос I (1947 – 1964)
- Константинос II (1964 – 1973)